# That's What Friends Are For (canção)
That's what friends are for ("É para isso que os amigos servem") foi a canção que representou a Irlanda no Festival Eurovisão da Canção 1975, interpretada em inglês pelos The Swarbriggs.
A canção tinha letra e música de Tommy Swarbrigg e Jimmy Swarbrigg (os membros do grupo) e a orquestração esteve a cargo de Colman Pearce.
Na canção, os cantores pedem aos seus ouvintes que e ajudem uns aos outros em tempos de necessidade, porque "É para isso que os amigos servem". O pedido é feita a toda as pessoas do mundo, de preferência pelas pessoas que conhecem as pessoas que conhecem as pessoas necessitadas no momento.
Os cantores apresentara-se vestidos com fatos/ternos azuis brilhantes. A anção da Irlanda foi a segunda a ser interpretada na noite do festival, a seguir à canção neerlandesa "Ding-a-dong" e antes da canção francesa "Et bonjour à toi l'artiste", interpretada por Nicole Rieu. No final, a canção irlandesa, terminou em 9.º lugar, tendo recebido 68 pontos.